# 歐陽瑜 (明朝)
欧阳瑜（?—?），字汝重，江西承宣布政使司吉安府泰和縣人，明朝学者。
欧阳瑜是欧阳德的族人，师从王守仁。中嘉靖七年（1528年）戊子科江西鄉試第八十一名举人，因为母亲年老，没有参加会试。为母亲守丧时，屋外有老虎吼叫，他也不为所动。后来官至四川参议，有廉洁仁惠的名声。年近九十岁的时候去世。